# داني بولمان
داني بولمان (بالإنجليزية: Dannie Bulman)‏ هو لاعب كرة قدم بريطاني في مركز الوسط، ولد في 24 يناير 1979 في أشفورد ‏ في المملكة المتحدة. لعب مع أكسفورد يونايتد وإيه أف سي ويمبلدون وستيفيناغ بوروه ونادي كرولي تاون وويكمب وندررز.

## وصلات خارجية
- داني بولمان على موقع قاعدة بيانات كرة القدم.إي يو (الإنجليزية)
- داني بولمان على موقع Soccerbase.com (لاعب) (الإنجليزية)
- داني بولمان على موقع Soccerway.com (الإنجليزية)